# Miholašćica
Miholašćica je naselje na zahodni obali otoka Cres, ki upravno spada pod mesto Cres; le-ta pa spada pod Primorsko-goransko županijo. Skozi njo vodi cesta v sosednje, turistično mnogo bolj obiskano naselje Martinšćica. Obe naselji stojita na obali zaliva Martinšćica. Najstarejše zgradbe v vasi segajo v obdobje Rimljanov, na kar opozarjajo izkopanine obmorske vile (mozaiki in zidovje).

## Demografija
| Pregled števila prebivalcev po letih | Pregled števila prebivalcev po letih | Pregled števila prebivalcev po letih | Pregled števila prebivalcev po letih | Pregled števila prebivalcev po letih | Pregled števila prebivalcev po letih | Pregled števila prebivalcev po letih | Pregled števila prebivalcev po letih | Pregled števila prebivalcev po letih | Pregled števila prebivalcev po letih | Pregled števila prebivalcev po letih | Pregled števila prebivalcev po letih | Pregled števila prebivalcev po letih | Pregled števila prebivalcev po letih | Pregled števila prebivalcev po letih |
| ------------------------------------ | ------------------------------------ | ------------------------------------ | ------------------------------------ | ------------------------------------ | ------------------------------------ | ------------------------------------ | ------------------------------------ | ------------------------------------ | ------------------------------------ | ------------------------------------ | ------------------------------------ | ------------------------------------ | ------------------------------------ | ------------------------------------ |
| 1857                                 | 1869                                 | 1880                                 | 1890                                 | 1900                                 | 1910                                 | 1921                                 | 1931                                 | 1948                                 | 1953                                 | 1961                                 | 1971                                 | 1981                                 | 1991                                 | 2001                                 |
| 0                                    | 0                                    | 82                                   | 44                                   | 122                                  | 116                                  | 0                                    | 0                                    | 85                                   | 56                                   | 42                                   | 23                                   | 25                                   | 23                                   | 22                                   |